# Echthronomas heinrichi
Echthronomas heinrichi là một loài tò vò trong họ Ichneumonidae.